# ديريك غاردنر (لاعب كرة قدم أمريكية)
ديريك غاردنر (بالإنجليزية: Derrick Gardner)‏ هو لاعب كرة قدم أمريكية أمريكي، ولد في 10 مارس 1977 في أوكلاند في الولايات المتحدة.

## وصلات خارجية
- ديريك غاردنر على موقع مرجع كرة القدم المحترفة.كوم (الإنجليزية)
- ديريك غاردنر على موقع JustSportsStats.com (الإنجليزية)
- ديريك غاردنر على موقع كلية كرة القدم في سبورتس رفرنس.كوم (الإنجليزية)